# Feuerwehr Lübeck

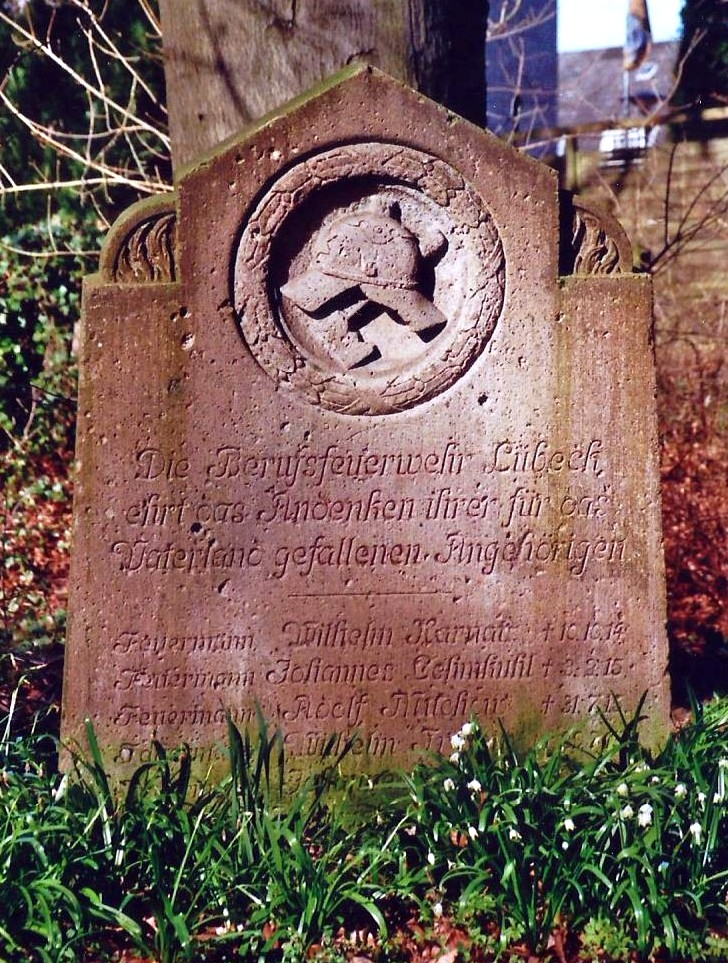
Gedenkstein für die im Ersten Weltkrieg gefallenen Mitglieder auf dem Ehrenfriedhof

Die Feuerwehr Lübeck ist die Brandschutzbehörde der Stadt Lübeck. Sie gliedert sich in eine Berufsfeuerwehr und verschiedene Freiwillige Feuerwehren. Die Freiwilligen Feuerwehren (FF) sind zudem im Stadtfeuerwehrverband der Hansestadt Lübeck organisiert und werden durch diesen vertreten.

## Geschichte

### Entwicklung des Brandschutzes in Lübeck seit dem Mittelalter
Nach dem großen Stadtbrand des Jahres 1276 erließ der Rat der Stadt Lübeck erstmals eine bau- und feuerpolizeiliche Ratsverordnung, die Umfassungswände von Gebäuden nur noch aus Stein zuließ und feuerfeste Bedachungen vorschrieb. Die erste Feuerordnung wurde schließlich im Jahr 1461 erlassen und gilt als die älteste Feuerlöschordnung Norddeutschlands. Ein Teil der Löschwasserversorgung wurde seit dem Mittelalter durch die vorbildlichen Wasserkünste vor dem Hüxtertor an der Wakenitz sichergestellt.

Lübecker Feuerwehr um 1900

Eine entsprechende Verordnung von 1761 hatte fast 100 Jahre Gültigkeit und schrieb vor, dass auf St. Marien und St. Jakobi Türmer stationiert waren, die ein entdecktes Feuer mittels Feuerglocke und roter Brandfahne bzw. Laterne zu melden haben. In solch einem Fall wurden die Stadttore sowie das Rathaus geschlossen und Spritzenkommandeur sowie Spritzenleute sammelten sich an den sechs städtischen Spritzenhäusern. Die Einsatzkräfte eilten dann mit Spritzen, Wasserkufen, Eimern, Feuerhaken und Leitern zum Brandherd, das Wasser wurde u. a. von Brauereigespannen gebracht. Insgesamt waren bei einem Großfeuer im alten Lübeck bis zu 600 Mann im Einsatz.
Im 19. Jahrhundert wurde der Brandschaden in Lübeck versicherbar, so entstand beispielsweise für das Landgebiet der Lübecker Feuerversicherungsverein.
Am seinerzeit strategisch günstigsten, da in der Mitte der Stadt an deren höchster Erhebung in der Breiten Straße 61a gelegenen, Punkt, befand sich seit dem im Jahr 1855 die Spritzenhaus genannte lübeckische Hauptfeuerwache.
Im Jahr 1878 erhielt das Lübecker Brandschutzwesen nach einigen Reformen eine strukturiertere Gestalt:
| Die Feuerwehr bestand aus - 1 Branddirektor - 1 Oberleutnant - 1 Unterleutnant - 1 Geschirrmeister - 1 Feldwebel - 3 Brandmeistern - 1 Maschinisten - 2 Geschirrmeistergehilfen | Das Korps der Feuerleute bestand aus - 12 Unteroffizieren - 23 Gefreiten - 60 Mann - 3 Tambours Die Hilfsarbeiter bestanden aus - 3 Führern - 83 Mann |

Der Stadtfeuerwehrverband der Hansestadt Lübeck wurde im Jahr 1889 als „Verband der Freiwilligen Feuerwehren der Hansestadt Lübeck“ gegründet, der aus neun Freiwilligen Feuerwehren mit 231 Mann bestand.
Die Feuerwehr und das Korps wurden als Pflichtfeuerwehr mit telegraphischen Weckeinrichtungen alarmiert, während die Hilfsarbeiter als mehr oder weniger freiwillige Einrichtung unzuverlässig und tagsüber schwer erreichbar waren. Aufgrund dieser Unzuverlässigkeit, die sich mehr aus organisatorischen Gründen denn aus Nachlässigkeit oder Ungehorsam ergab, wurde zum 1. Juli 1898 per Senatsbeschluss an Stelle der bis dahin ihrem Beruf nachgehenden Bauhandwerkern und nur einen ganz kleinen Stamm von beamteten Führern, Branddirektor, Brandmeistern und einigen Gerätewärtern bestehenden Feuerwehr, die aus vollberuflich angestellten Feuerwehrleuten bestehende Berufsfeuerwehr. Deren Leitung oblag weiterhin Branddirektor Eugen Deditius.
Zur Entlastung der Hauptwache war seit 1902 in der Vorstadt St. Lorenz in der Hansestraße mit dem Gebäudeensemble der Polizei- und Feuerwache die Feuerwache 2 errichtet worden.

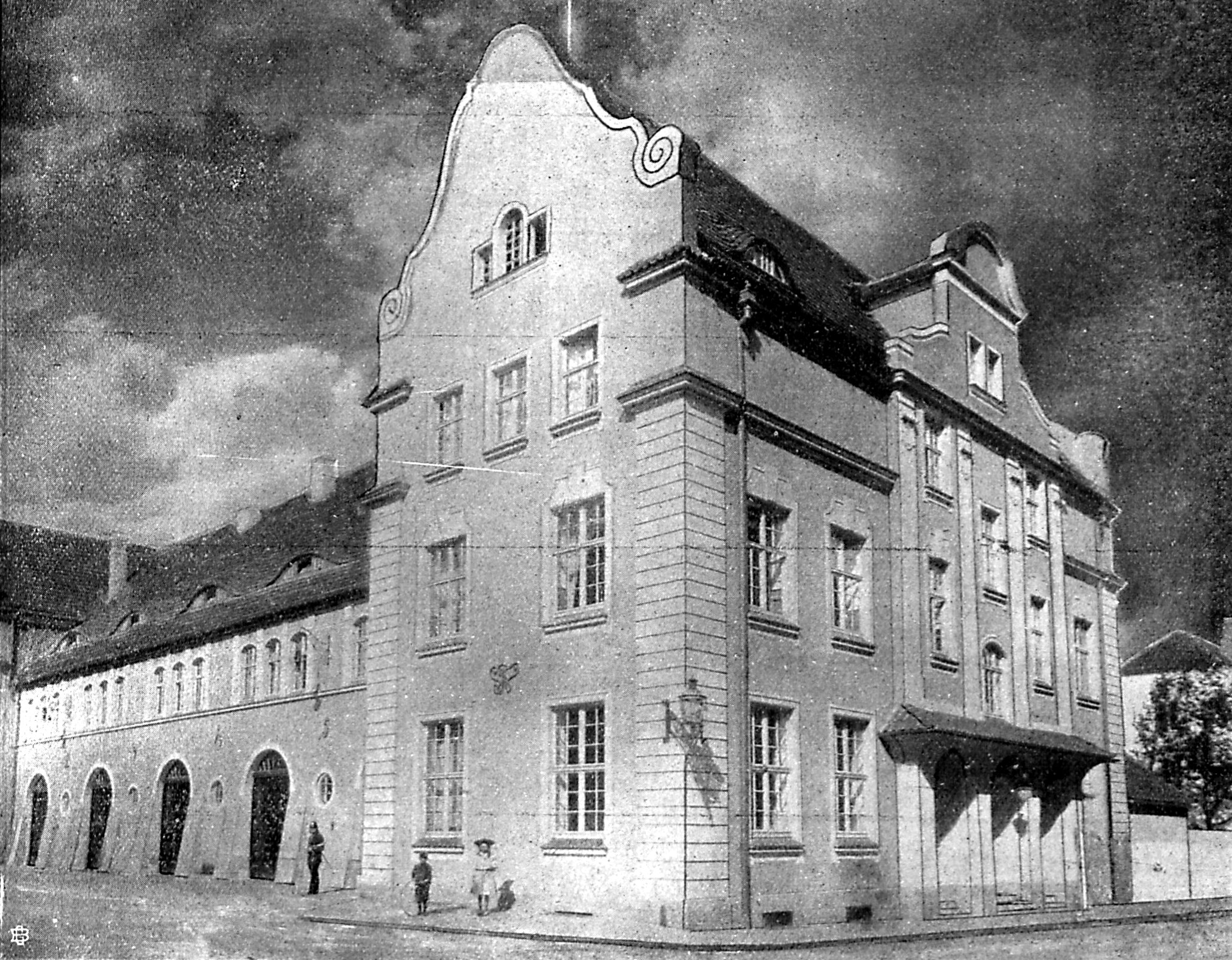
„neue“ Hauptfeuerwache

Die Hauptfeuerwache erhielt im Jahr 1906 ein neues, besser den seinerzeitigen Anforderungen entsprechendes, Gebäude in der unteren Fleischhauerstraße Nr. 91.

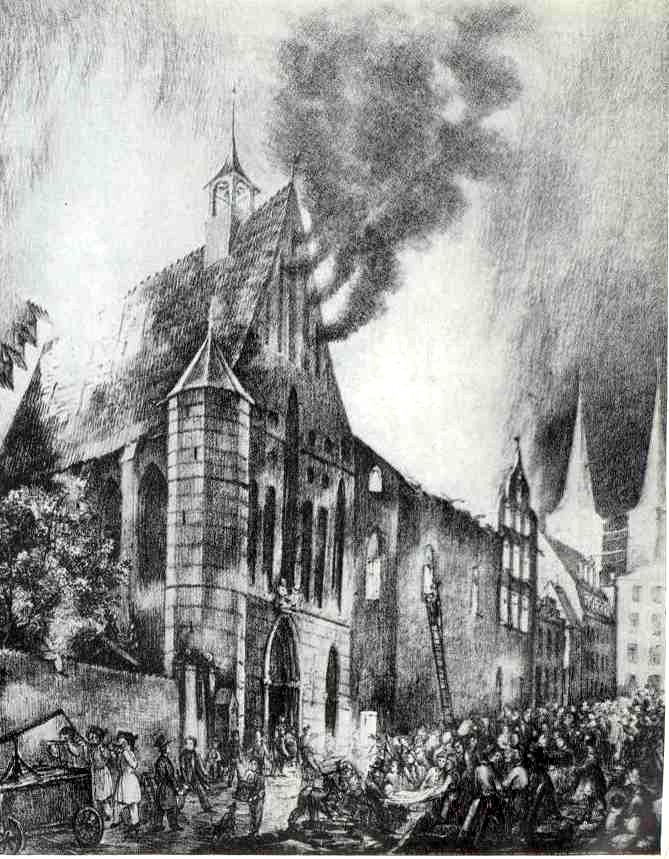
Brand des St.-Annen-Klosters

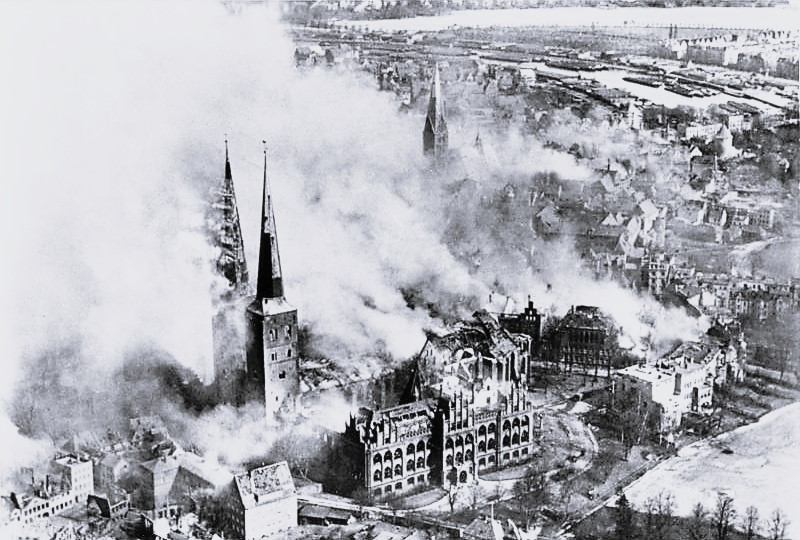
Brennende Domtürme 1942

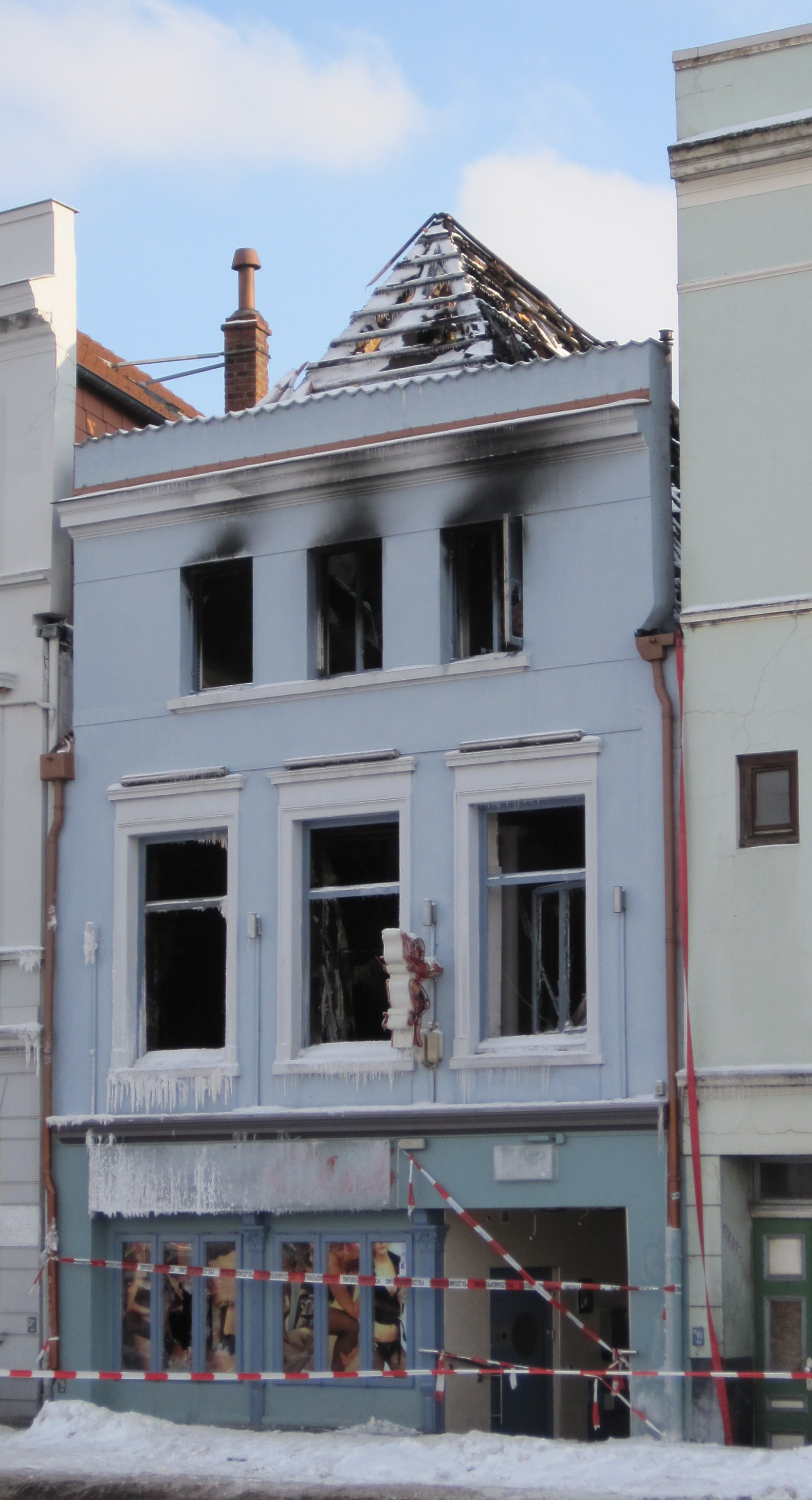
Februar 2010

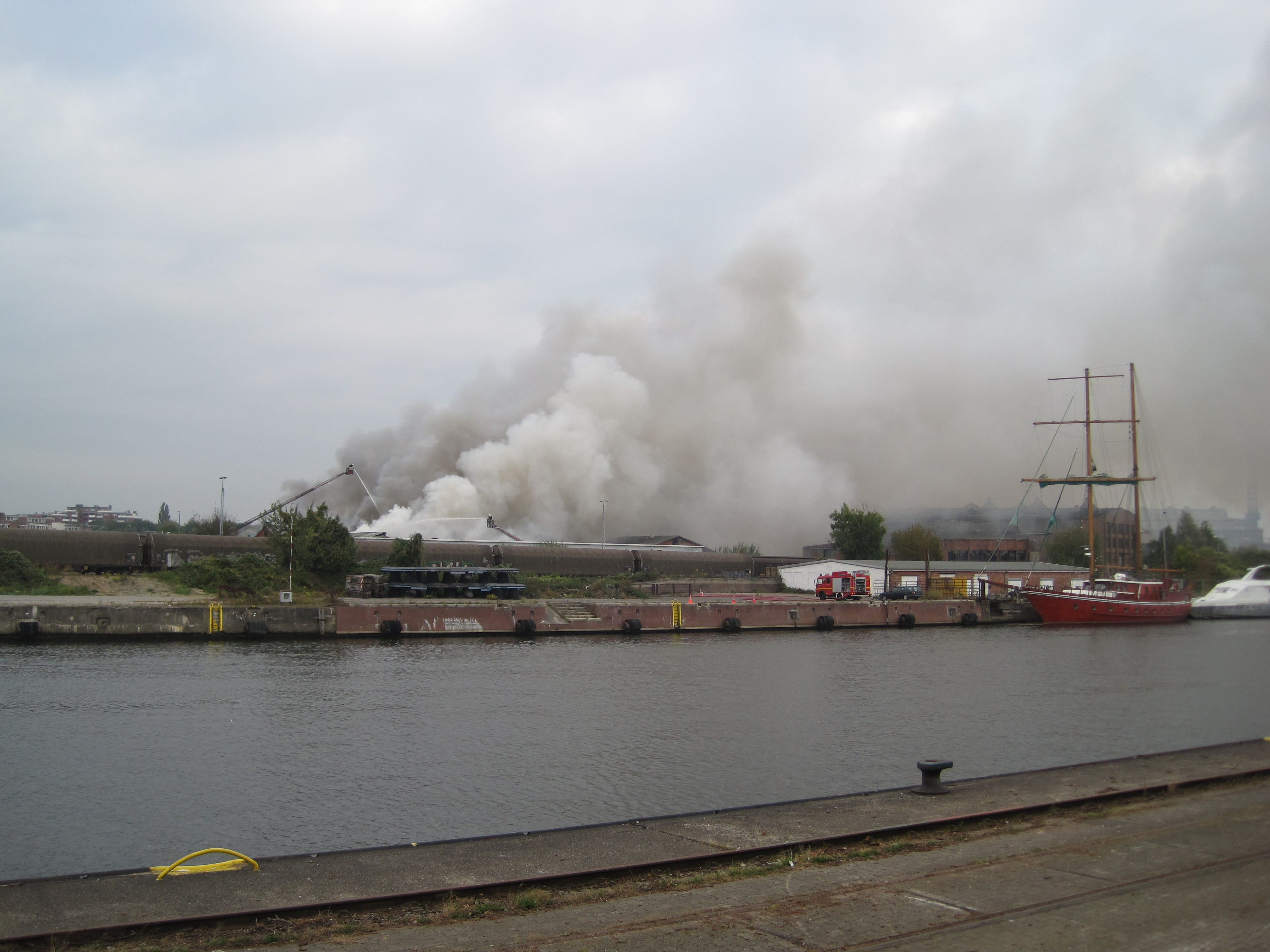
Roddenkoppel Oktober 2011

### Großbrände in Lübeck
- 1157: Die erste Feuersbrunst vernichtet die junge Stadtgründung.
- 1251: Der erste große Stadtbrand des 13. Jahrhunderts führt zur Einführung von Brandverhütungsvorschriften im Bereich des Bauordnungsrechts. Brandwände werden vorgeschrieben und die Benutzung von Holz als Baustoff eingeschränkt.
- 1276: Dem zweiten großen Stadtbrand dieses Jahrhunderts fällt die nördliche Altstadt zum Opfer. Darunter das Burgkloster und die romanische erste Jakobikirche; nach diesen Brandkatastrophen beginnt der auferlegte Brandschutz zu greifen und Lübeck bleibt bis 1942 von Feuersbrünsten verschont.
- 1835: St. Annen-Armen- und Werkshaus
- 1842: Großer Hamburger Brand, bei dem Lübeck sechs Spritzen mit Mannschaft beisteuerte
- 1849: Haus Ecke Königstraße/Hüxstraße
- 1880: Pächterhaus der Parcham’schen Stiftung in Padelügge
- 1914: Holzlager der Holz-Großhandlung W. Brüggmann
- 1942: Luftangriff auf Lübeck am 29. März 1942
- 1978: Großbrand IVG-Gelände in Schlutup (Altpapierlager)
- 1982: Stadtgut Krummesse[3]
- 1980: Großbrand bei Katz & Klump in Schlutup
- 1984: Lagerhalle in Dänischburg (Fa. Fehring)
- 1984: Neubau Bankgebäude in der Moislinger Allee
- 1986: Lagerhalle Fa. Schneider Kaninchenborn
- 1986: Zwei landwirtschaftliche Anwesen auf Gut Dummersdorf brennen nieder (April und Juli)
- 1987: Großbrand Fa. Büge Autoteile
- 1987: Flugzeugbrand Flughafen Lübeck-Blankensee[4]
- 1988: Großbrand im Jugendheim Moisling
- 1989: Fünf Altstadthäuser brennen zum Teil aus (An der Mauer und Tankgang)
- 1989: Großfeuer im Hansa Feuerfest Werk
- 1990: Lagerhalle Fa. Mobilo in Schlutup brennt nieder
- 1990: Großbrand Altpapierlager im Gleisdreieck
- 1990: Großbrand Dänisches Bettenlager im EKZ Buntekuh
- 1992: Großbrand Holzlager Hausser, Ziegelstraße
- 1993: Großbrand im Wertstofflager Wesloe
- 1993: Großfeuer in Papierlagerhalle am Konstinkai
- 1994: Großfeuer in einem Altstadtdoppelhaus an der Untertrave
- 1995: Brandanschlag auf ein libanesisches Restaurant in der Engelsgrube
- 1996: Asylbewerberheim Hafenstraße Lübecker Brandanschlag
- 1996: Großbrand Holzhandlung Havemann, Einsiedelstraße (3 Lagerhallen von 350 × 150 m)[5]
- 1996: Großbrand in einem Altstadthaus Glockengießer/Hundestraße
- 1996: Maschinenfabrik Moislinger Allee
- 1997: Brandanschlag auf die St. Vicelinkirche[6]
- 1999: Großbrandserie: Teppich Hof[7], Voco-Möbelmarkt[8], Stadtgut Falkenhusen[9]
- 2005: Campells-Werke, früher Erasco
- 2005: Gut Nienhüsen[10][11]
- 2007: Reethaus in Dummersdorf
- 2007: Flächenbrand Dänischburg[12]
- 2008: Großbrand auf der Mülldeponie[13]
- 2010: An der Untertrave 9
- 2010: Großbrand auf dem Schrottplatz in Lübeck-Kücknitz[14]
- 2011: Großbrand von Gewerbehallen an der Einsiedelstraße
- 2015: Großbrand auf dem Schrottplatz Zur Teerhofsinsel
- 2015: Großbrand auf dem Schrottplatz in Lübeck-Kücknitz
- 2020: Scheunenbrand in Groß Steinrade[15]
- 2020: Großbrand auf dem Schrottplatz in Herrenwyk[16]
- 2021: Großbrand am Güterbahnhof in St. Lorenz[17]
- 2023: Großbrand in einer Werkstatt in Schlutup[18]
- 2024: Brand in der Gaststätte Waldhusen
- 2024: Brand in der Kanalstraße

## Zuständigkeiten
Die Feuerwehr Lübeck ist ein Amt im „Fachbereich Umwelt, Sicherheit und Ordnung“ der Verwaltung der Hansestadt Lübeck und untersteht somit dem vorsitzenden Senator dieses Fachbereichs. Neben der eigentlichen Brandbekämpfung fallen auch der vorbeugende Brandschutz (Überwachung von Brandmeldeanlagen, Brandsicherheitswachen im Theater), die technische Hilfeleistung, der kommunale Rettungsdienst sowie der Katastrophenschutz in ihr Ressort.

### Katastrophenschutz
Im Jahr 1985 ging das bisherige „Zivilschutzamt“ in die Feuerwehr über, womit diese auch für den Katastrophenschutz verantwortlich ist. Sie übernimmt hierbei die Führung (Stab), die technische Hilfe und den Brandschutz, wohingegen die Bereiche der medizinischen und sozialen Betreuung von JUH, DRK, Arbeiter-Samariter-Bund und MHD abgedeckt werden. Das THW beteiligt sich am Zivilschutz mit einem Technischen Zug und verschiedensten Fachgruppen wie z. B. Bergung oder Ölschadensbekämpfung.
Für Großschadensereignisse, die unterhalb der Katastrophenschwelle angesehen werden, wird eine personell und technisch gut ausgestattete Schnelleinsatzgruppe vorgehalten, deren Personal sich aus den ehrenamtlichen Helfern im Rettungs- und Sanitätsdienst der Hilfsorganisationen (JUH, DRK, ASB) zusammensetzt. Die Regieaufgaben liegen hierfür auch bei der Feuerwehr, die eine Kraft für die Funktion des Organisatorischen Leiter Rettungsdienst bereitstellt und zusammen mit dem Leitenden Notarzt die Technische Einsatzleitung Rettungsdienst bildet.

## Freiwillige Feuerwehr
Etwa zeitgleich mit der Gründung der Berufsfeuerwehr begannen sich auch die Freiwilligen Feuerwehren (FF) in Lübeck zu strukturieren. Beginnend mit den Einheiten in Schlutup und Moisling 1881, bestanden im Jahr 1914 bereits 15 Freiwillige Feuerwehren mit insgesamt 311 Mitgliedern. Diese Feuerwehren aus engagierten Ehrenamtlichen führten lange Zeit ein Nischendasein und wurden nur selten alarmiert, bis der damalige Innensenator im Jahr 1976 nachdrücklich eine intensivere Zusammenarbeit von Berufsfeuerwehr und den Freiwilligen Feuerwehren forderte. Dies wurde durch ein neues Alarmierungskonzept sowie Unterstützung in Sachen Material und Ausbildung für die Ehrenamtlichen umgesetzt, sodass die Freiwilligen Feuerwehren in Lübeck heute rund 900-mal pro Jahr alarmiert werden. Darüber hinaus erfreut sich die Feuerwehr Lübeck zahlreicher, sehr aktiver Jugendfeuerwehren, die sowohl stetig Nachwuchs ausbilden, als auch eine wichtige Funktion in der Jugendarbeit übernehmen.
Jede der heute 22 Freiwilligen Feuerwehren ist seit dem Jahr 1980 in einem der Ausrückebezirke zuständig, in Zusammenarbeit mit der Berufsfeuerwehr den Brandschutz zu sichern. Durch den Feuerwehrplan wurde der Brandschutz in der Hansestadt Lübeck verbessert.
Die Freiwilligen Feuerwehren werden seit dem zeitgleich mit der zugehörigen Feuerwache der Berufsfeuerwehr alarmiert. Während bis 1990 die Alarmierung der Freiwilligen Feuerwehr über Sirenen durchgeführt wurde, alarmiert heute ein Einsatzleitrechner über Funkmeldeempfänger. Jeder Feuerwehrangehörige trägt einen Funkmeldeempfänger bei sich und ist somit ständig alarmierbar.
Die große Anzahl von ehrenamtlichen Helfern garantiert, dass auch bei Ortsabwesenheit von einzelnen Personen andere Feuerwehrmitglieder verfügbar sind.
In fast allen Feuerwehrhäuser der Freiwilligen Feuerwehren sind Telefaxgeräte vorhanden, denen ein Alarmfax (Alarmschreiben) bei Alarm zugesendet wird. Auf diesem Telefax sind Einsatzort, Stichwort, Einsatznummer sowie Anfahrt und ebenfalls alarmierte Fahrzeuge zu sehen.
Tagsüber von 6:00 bis 18:00 Uhr werden allgemein bei Brandeinsätzen zwei Freiwillige Feuerwehren mit alarmiert, bei Brandeinsätzen in der Innenstadt drei Freiwillige Feuerwehren, am Wochenende jedoch nur zwei. Zudem werden in Randgebieten wie Travemünde und Krummesse die Freiwilligen Feuerwehren zu ausgelösten Brandmeldeanlagen, Hilfeleistungen und Kleinbränden sowie Containerbränden mit alarmiert.
Zudem gibt es noch den Löschzug Wasser (LZW). Zu jeder der drei Feuerwehrbereitschaften gehört ein Schlauchwagen SW 2000.

### Struktur
| Erste Bereitschaft - -11- FF Krummesse (gegr. 1911) - -12- FF Wulfsdorf-Vorrade (gegr. 1909) - -13- FF Kronsforde (gegr. 1925) - -14- FF Büssau (gegr. 1934) - -15- FF Moorgarten (gegr. 1925) - -16- FF Niendorf (gegr. 1883) - -17- FF Moisling (gegr. 1881) - -18- FF Genin (gegr. 1889) - IuK-Einheit der FF | Zweite Bereitschaft - -21- FF Padelügge-Buntekuh - -22- FF Schönböcken (gegr. 1882) - -23- FF Groß Steinrade (gegr. 1897) - -24- FF Vorwerk (gegr. 1909) - -26- FF Innenstadt auf der Wallhalbinsel (gegr. 1964) - -27- FF Israelsdorf (gegr. 1909) - -28- FF Schlutup (gegr. 1881) - LZ Gefahrgut der FF | Dritte Bereitschaft - -25- FF Dänischburg (gegr. 1922) - -31- FF Siems (gegr. 1926) - -32- FF Kücknitz (gegr. 1925) - -33- FF Dummersdorf (gegr. 1928) - -35- FF Ivendorf (gegr. 1951) - -36- FF Travemünde (gegr. 1890) - -37- FF Priwall (gegr. 1954) |

Ältere, inzwischen aufgelöste, Freiwillige Feuerwehren existierten in Behlendorf (gegründet 1882), Reecke (1882), Pöppendorf (2011), Malkendorf (1884), Krempelsdorf (1888) und Nusse (1888).
Die Zusammenarbeit der Freiwilligen Feuerwehr und Berufsfeuerwehr ist bei Alarmierungen zu Gefahrguteinsätzen eng. Eine gewisse Besonderheit zeigt sich in der Organisation: 45 Mitglieder aus fünf Freiwilligen Feuerwehren des Stadtfeuerwehrverbandes, dabei sind die Mitglieder außerdem in den örtlichen Feuerwehren für den Brandschutz aktiv.

## Berufsfeuerwehr

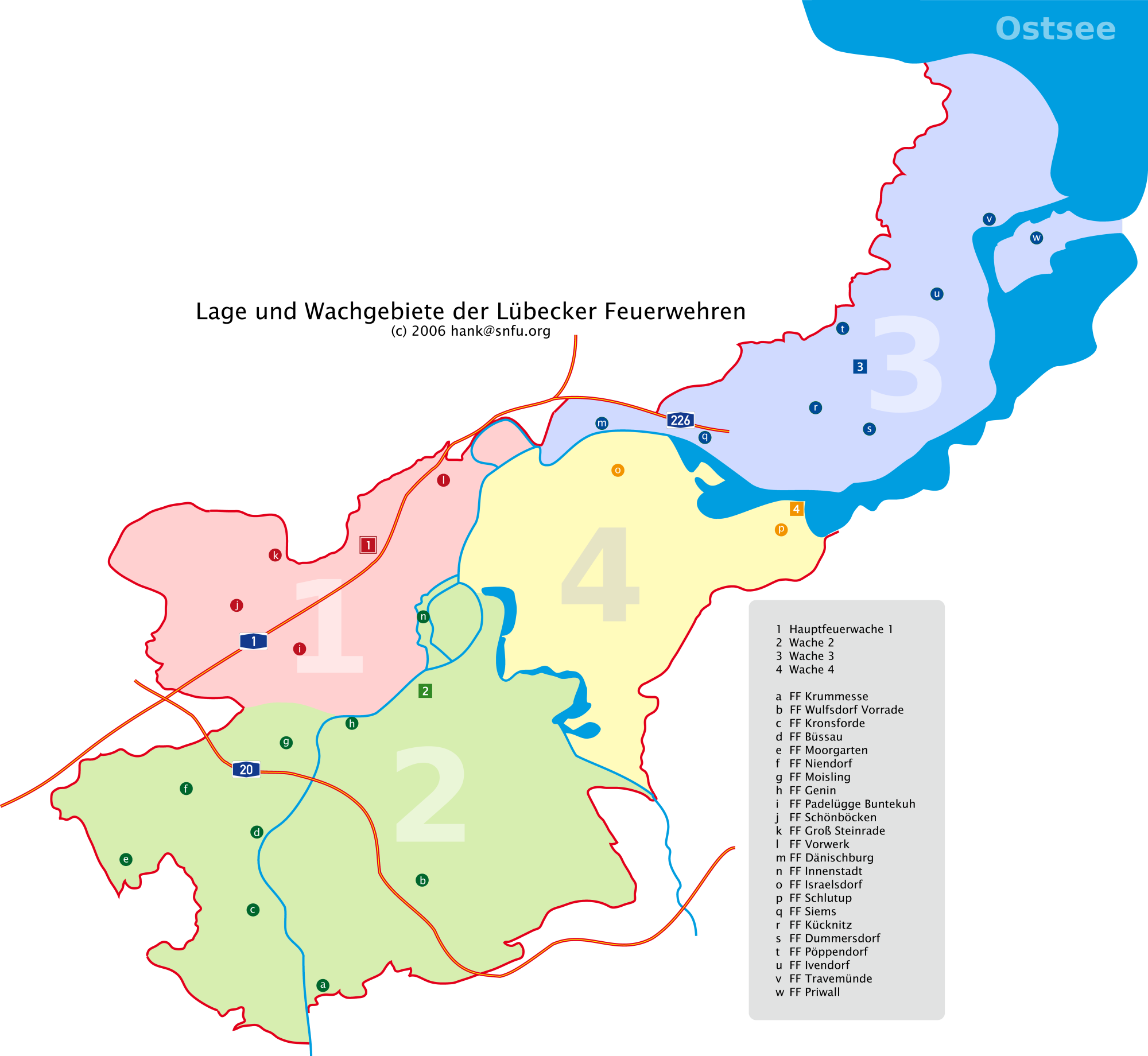
Wachbereiche der Lübecker Feuerwehr mit Standorten der Feuerwachen der BF und Feuerwehrhäuser der FF

Das Lübecker Stadtgebiet ist aufgeteilt in vier Wachbereiche, in jedem von diesen liegt eine Feuerwache. Jede Feuerwache wird von drei Wachabteilungen mit je 24 Stunden Diensten besetzt und ist somit rund um die Uhr einsatzbereit. Zwischen den Einsätzen wird die Arbeitszeit mit Übungen, Unterricht, Dienstsport und Pflege von Fahrzeugen und Einsatzmaterial verbracht. Jede Feuerwache ist dazu mit mindestens einer Werkstatt ausgestattet und besitzt unterschiedliche Sporteinrichtungen (Tennisplatz, Sportraum, Fußballplatz u. ä.).
Zusätzlich zu den unten genannten Einsatzeinheiten ist an jeder Feuerwache mindestens ein RTW besetzt, der jedoch nicht ausschließlich als Begleitfahrzeug für den Löschzug vorgehalten wird, sondern im regulären Rettungsdienst mit eingesetzt wird. Außerdem wird das Notarzteinsatzfahrzeug der Hansestadt Lübeck, welches am Universitätsklinikum stationiert ist, von einem Beamten der Berufsfeuerwehr als Fahrer besetzt. Ein weiteres Notarzteinsatzfahrzeug 24 Stunden NEF wird von Angestellten auf der Feuerwache 1 besetzt. Das Verlegeeinsatzfahrzeug (VEF) ist am UKSH stationiert. Das VEF begleitet Transporte zwischen Krankenhäusern, welche von einem Arzt zu begleiten sind, sodass kein Notarzteinsatzfahrzeug dafür genutzt werden braucht.
Alarmiert wird die Berufsfeuerwehr über die Rundspruchanlage auf der Feuerwache. Bei Alarm ertönt ein Gong. Es werden das Einsatzstichwort, der Einsatzort und die einzusetzenden Fahrzeuge ausgerufen. Zudem wird die gesamte Feuerwache erleuchtet und die Abgasanlage in der Fahrzeughalle wird aktiviert. Der Löschzug erhält über eine Standleitung ein Alarmschreiben mit Einsatzstichwort, Einsatzort, mitalarmierte Kräfte, Anfahrt und ggf. Bemerkungen. Der Fahrzeugführer, Wachabteilungsleiter und der Einsatzleitdienst (B/C-Dienst) haben einen digitalen Meldeempfänger (DME) mit Display, bei dem die Einsatzdaten ebenfalls angezeigt werden.

### Organisation
Amtsleiter der Feuerwehr Lübeck ist seit 1. Juni 2020 der Leitende Branddirektor Thomas Köstler. Sein Vorgänger war Bernd Neumann, der im Jahr 2016 ernannt wurde.
Die Feuerwehr gliedert sich in fünf Abteilungen:
- Abteilung 1 „Verwaltung“
- Abteilung 2 „Einsatzbetrieb“
- Abteilung 3 „Einsatzvorbereitung“
- Abteilung 4 „Vorbeugender Brandschutz“
- Abteilung 5 „Rettungsdienst“

### Feuerwache 1 (Hauptwache)

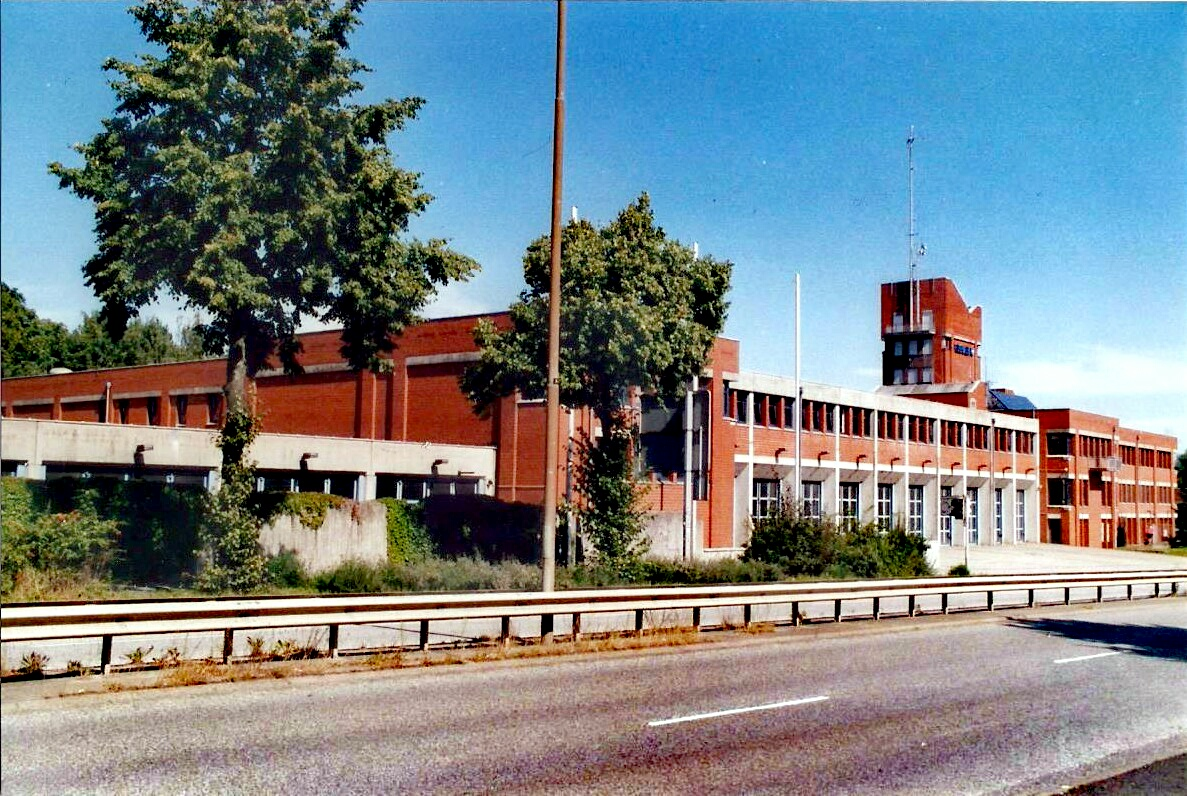
Feuerwache 1

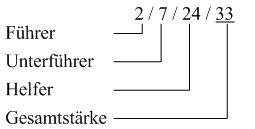
Angabe der Personalstärke

Die Hauptfeuerwache 1 liegt in der Bornhövedstraße, direkt an der BAB 1-Anschlussstelle Lübeck-Zentrum. Der 1984 bezogene Gebäudekomplex ist durch den hohen Schlauchturm weithin sichtbar und beherbergt neben den unten genannten Einsatzkräften die integrierte Leitstelle (Rettungsdienst/Feuerwehr), die Desinfektion, einige Reserve- und Spezialfahrzeuge, deren Besatzung bei Bedarf aus dem Tagesdienst abgezogen wird, sowie die Verwaltung der Berufsfeuerwehr.
| Einsatzfahrzeuge | Stärke    |
| Leitungsdienstfahrzeug KdoW (B-Dienst) | 1/0/0/1   |
| Einsatzleitwagen ELW1 (1. C-Dienst) | 1/0/1/2   |
| Einsatzleitwagen ELW1 (2. C-Dienst) | 1/0/1/2   |
| Hilfeleistungslöschgruppenfahrzeug 10/6 | 0/1/3/4   |
| Drehleiter mit Korb 23-12 | 0/0/2/2   |
| Hilfeleistungslöschgruppenfahrzeug 10/6 | 0/0/4/4   |
| Tanklöschfahrzeug 4000 | 0/0/2/2   |
| Wachstärke Wache 1 | 3/1/13/17 |
| Sonderfahrzeuge Feuerwache 1: |           |
| 1 Einsatzleitwagen ELW2 (IuK-Einheit) |           |
| 1 Gerätewagen Wasser mit Schlauchbootanhänger |           |
| 1 Gerätewagen Atemschutz |           |
| 2 Wechselladerfahrzeuge mit 1 Abrollcontainer „Rüst“ 1 Abrollcontainer „Schiffbrand“ 1 Abrollcontainer „Mehrzweckboot“ 1 Abrollcontainer „Schaummittel / CO2 Löscher“ 2 Abrollcontainer „Mulde“ |           |
| 1 Anhänger „Notstrom“ |           |
| 1 Lkw Ladebühne |           |
| 1 Hilfeleistungslöschgruppenfahrzeug 10/6 (Reserve) |           |
| 1 Hilfeleistungslöschgruppenfahrzeug 20/16 (Reserve) 1 Drehleiter mit Korb 23/12 (Reserve) |           |
| |           |
| Rettungsdienstfahrzeuge Feuerwache 1: |           |
| 2 Rettungswagen |           |
| 1 Rettungswagen (nur im Tagesdienst Mo–Fr) |           |
| 4 Rettungswagen (Reserve-RTW) |           |
| 1 Baby-Notarztwagen |           |
| 2 Langstrecken-Krankentransportwagen |           |
| 2 Krankentransportwagen (nur für Infektionstransporte) |           |
| 1 Notarzteinsatzfahrzeug (NEF) |           |
| 1 Intensivverlegungswagen (ITW) |           |
| 1 Schwerlast-Rettungswagen (S-RTW) |           |
| 1 GW-Erstversorgung (GW-San) |           |

### Feuerwache 2 (Citywache)

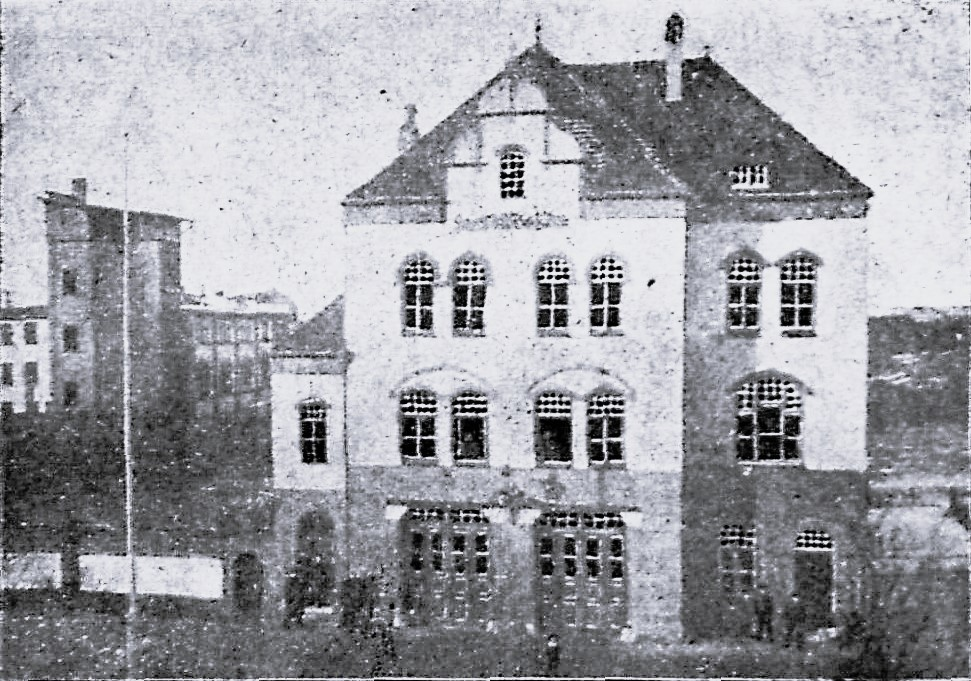
ex-Feuerwache 2

Die Feuerwache 2 liegt in der Welsbachstraße in Innenstadtnähe und bedient einwohner- (120.000 Einw. = 56 %) und flächenbezogen (100 km² = 48 %) den größten Wachbereich, einschließlich der brandschutztechnisch besonders anspruchsvollen Altstadt-Insel, sowie den Flughafen Lübeck-Blankensee, Hafenanlagen, Krankenhäuser, Altenheime und den neuen Stadtteil „Hochschulstadtteil“.
Die Wache 2 ist zudem für die Hilfeleistungen auf der neuen Bundesstraße 207 (Richtung Pogeez) sowie die Autobahn 20 zuständig. Die JUH fährt im Wachgebiet der Wache 2 mit im Rettungsdienst (5 RTW 80.83.01-05, 5 KTW 80.85.01-05), allerdings von ihrer eigenen Wache in der Straße „Bei der Gasanstalt“ aus.
Der ASB besetzt für das Wachgebiet 2 fünf KTW 60.85.01-05
Wenn kein RTW frei ist, fährt das HLF als „First Responder“ den Erstangriff.
| Einsatzfahrzeuge                            | Stärke   |
| 1 Hilfeleistungslöschgruppenfahrzeug 10/6   | 0/1/3/4  |
| 1 Drehleiter mit Korb 23/12                 | 0/0/2/2  |
| 1 weiteres Hilfeleistungslöschfahrzeug 10/6 | 0/0/4/4  |
| 3 Rettungswagen (1× Feuerwehr, 2× ASB)      | 0/1/1/2  |
| Wache 2                                     | 0/1/9/10 |

### Feuerwache 3 (Gefahrgutwache)
Die neue Feuerwache 3 liegt an der Travemünder Landstraße im „Ei“ (Travemünder Landstraße/Neue B75 – Zubringer Skandinavienkai K20) zwischen Kücknitz und Travemünde. Sie ist eine Feuer- und Lehrrettungswache, mit der Zusatzkomponente Umweltschutz und Gefahrgut. Es sind Gerätewerkstätten für Gefahrgut, Messgeräte und Elektrogeräte untergebracht. Der Wachbezirk umfasst ca. 65 km², zeichnet sich dadurch aus, dass er weit vom Stadtzentrum (und damit von der Hauptfeuerwache) entfernt liegt, sehr langgezogen ist und in weiten Teilen ländliche Randbezirke des Stadtgebietes, sowie das Ostseebad Travemünde umfasst. In den Sommermonaten herrscht durch den Tourismus eine deutlich erhöhte Bewohnerdichte. Weitere Besonderheiten sind der ca. 850 m lange Herrentunnel, die BAB 226, mehrere Überseehäfen wie CTL, Lehmannkai, Skandinavienkai, eine elektrifizierte Bahntrasse mit mehreren Haltepunkten und Bahnhöfen, sowie die nur per Fähre erreichbare Halbinsel Priwall. Sie ist 24/7 mit Feuerwehrbeamten besetzt, die zudem Rettungssanitäter, meist sogar Rettungsassistenten sind. Seit dem Neubau ist auf der Wache auch ein Löschzug stationiert. Dieser besteht aus zwei HLF (Florian Lübeck 30/48-02 und Florian Lübeck 30/48-03) und einer DLK 23/12 (Florian Lübeck 30/32-04). Außerdem sind an der Wache 3 auch noch zwei WLF (Florian Lübeck 30/63-06 und Florian Lübeck 30/63-07), drei RTW  sowie ein AB-Dekon und zwei Abrollcontainer für Ölwehr vorhanden.
Der AB Dekon mit dem zugehörigen WLF, wird im Einsatzfall vom LZG besetzt.
Mit dem Bezug der neuen Wache wurde der Standort in der „Elbingstraße 15“ (Abbruch Juni 2021) aufgegeben.
| Einsatzfahrzeuge | Stärke  |
| 2 Hilfeleistungslöschgruppenfahrzeuge                                                                                     | 0/1/7/8 |
| 1 Drehleiter mit Korb 23/12                                                                                               | 0/0/2/2 |
| 2 Wechselladerfahrzeuge mit 1× Abrollbehälter – Gefahrgut 2× Abrollcontainer – Ölwehr 1× Abrollbehälter – Dekontamination |         |
| 3 Rettungswagen (30/83-03 im Tagdienst von Mo–So)                                                                         | 0/0/2/2 |
| Wache 3 | ?       |

### Feuerwache 4
Die Feuerwache 4 liegt im Stadtteil Schlutup „Am Fischereihafen“. Hier liegt auch das Feuerlöschboot der Lübecker Feuerwehr vor Anker. Die ersten Prahme (und damit die ersten Vorläufer der heutigen Löschboote) wurden in Lübeck 1888 eingesetzt. Das erste echte Löschboot wurde 1914 in Dienst gestellt. Das heutige Löschboot „Senator Emil Peters“ wurde im Jahr 1972 gebaut, seit 1981 wird es bei Bedarf von der Wache 4 aus besetzt. Die Besatzung wird vom HLF gestellt, das beim Einsatz für das Löschboot außer Dienst geht. Der RTW fährt nur Notfälle und Krankentransporte im Wachgebiet.
| Einsatzfahrzeuge                          | Stärke  |
| 1 Hilfeleistungslöschgruppenfahrzeug 10/6 | 0/1/3/4 |
| 1 Feuerlöschboot durchs HLF besetzt       | 0/0/0/0 |
| 2 Rettungswagen (einer 24 Std.)           | 0/0/2/2 |
| 1 Personenkraftwagen                      | 0/0/0/0 |
| Wache 4                                   | 0/0/6/6 |

### Rettungsdienst
Nachdem kurz nach Ende des Zweiten Weltkriegs die Verwaltung von den britischen Besatzern neu strukturiert wurde, fiel die Durchführung des Rettungsdienstes wie überall in der britischen Besatzungszone an die Feuerwehr, die diesen in Lübeck auch schon vor dem Krieg gestellt hatte. Im Jahr 1975 beteiligte sich als erste Hilfsorganisation in Lübeck die Johanniter-Unfall-Hilfe (JUH) mit einem ehrenamtlich besetzten Rettungsmittel von ihrer eigenen Wache in Kücknitz am kommunalen Rettungsdienst. 1984 folgten das Deutsche Rote Kreuz (DRK), der Arbeiter-Samariter-Bund (ASB) und der Malteser Hilfsdienst (MHD; bis 1991) mit eigenen Fahrzeugen, die vertraglich in den Rettungsdienst der Hansestadt eingebunden waren. Bis 1997 führten die Hilfsorganisationen vor allem Krankentransporte durch, während die Notfallrettung überwiegend in Feuerwehrhand blieb.
In Lübeck wird zurzeit nach dem Prinzip „first in, first out“ für das jeweilige Wachgebiet gearbeitet. Außerdem wird ein neues Programm getestet. Danach arbeitet der Disponent mit dem „GEO-Vorschlag“. Alle RTW sind mit Navigationssystem und der „Carlsbox“ ausgestattet, der Einsatzleitrechner ermittelt anhand der geografischen Koordinaten, welche alle 500 Meter bzw. 45 Sek. an den Einsatzleitrechner gesendet werden, welches Fahrzeug für den Einsatz am günstigsten steht. Die Abfrage nach dem Standort für einzelne Fahrzeuge kann auch manuell von dem Disponenten durchgeführt werden.
Wird das Fahrzeug alarmiert, so werden die geografischen Koordinaten an das Fahrzeug anhand eines FMS-Telegramms gesendet. Die „Carlsbox“ wandelt die Daten um und berechnet die Route vom Standort bis zum Einsatzort und überträgt diese an das Navigationssystem im Fahrzeug, so dass der Besatzung die Anfahrt angezeigt wird. Zudem wird über den 2-m-Kanal die Besatzung über die Digitalen Meldeempfänger (DME) alarmiert. Die Besatzung trägt Displaymelder bei sich. Hier werden ggf. das Objekt, der Ort, die Straße, die Hausnummer, Name, Einsatzstichwort, Alarmzeit und Einsatznummer übertragen. Befindet sich das Fahrzeug auf der Wache, wird zudem noch ein Alarmschreiben über eine Standleitung ausgedruckt, wo die gleichen Daten wie auf dem DME zu lesen sind. Zudem ist die Anfahrt von der Wache bis zu Einsatzort beschrieben sowie Meldeweg, Meldender, Patientenname und evtl. mit alarmierte Fahrzeuge. Bekommt der RTW einen Einsatz, wenn er sich auf der Wache befindet, wird er beim Zugalarm (Feuer, Hilfeleistung) zusätzlich über die Rundspruchanlage (vorgegebene WAV-Dateien) mit ausgerufen.
Nach einem Gutachten der Fa. Forplan wurde das Rettungswesen umstrukturiert, vor allem aus wirtschaftlichen Gründen. Die Hilfsorganisationen wurden stärker eingebunden. Alle drei Hilfsorganisationen besetzten Kranken- und Rettungswagen der Feuerwehr in den Feuerwachen (DRK: Wache 3 sowie eigene Wache am Herrendamm, ASB: Wache 2, sowie eigene Wache Hoeschstraße (4 KTW), JUH: eigene Wache in der Straße „Bei der Gasanstalt“), das Notarzteinsatzfahrzeug (NEF) wurde von Feuerwehr und Johanniter-Unfallhilfe besetzt.
Dieses Gutachten sollte nicht das letzte seiner Art sein, so dass mittlerweile der Anteil der Hilfsorganisationen am kommunalen Rettungsdienst weiter gewachsen ist und diese nun wieder von ihren eigenen Standorten aus teilweise mit ihren eigenen Fahrzeugen am Rettungsdienst teilnehmen. Ein NEF, ein Rettungswagen (RTW) pro Feuerwache sowie Sonderrettungsfahrzeuge wie der Baby-Notarztwagen und der Schwerlast-RTW werden von Feuerwehrbeamten besetzt.

## Löschzug Gefahrgut
45 Frauen und Männer aus den Feuerwehren Innenstadt, Dummersdorf, Schlutup, Israelsdorf und Siems sind auf Einsätze mit Gefahrstoffen spezialisiert, in zahlreichen Seminaren haben sie den Umgang mit gefährlichen Substanzen gelernt. Den Kameraden steht eine teure Spezialausrüstung zur Verfügung. Rohre, Auffangbehälter, Schutzanzüge, Pumpen, Werkzeuge und Abdichtmaterialien müssen nicht nur feuerfest sein, sondern auch aggressiven Substanzen standhalten. In Kücknitz auf der Feuerwache 3 ist der AB-Gefahrgut, sowie der AB-Dekon beheimatet, die für Gefahrguteinsätze bereitsteht. Die im Löschzug aktiven Kameraden müssen für den schweren Dienst besonders fit sein. Neben einer Sonderausbildung im Umfang von rund 200 Unterrichtsstunden ist die körperliche Eignung unverzichtbar.

## IuK-Einheit
Die IuK-Einheit setzt sich aus Mitgliedern des Stadtfeuerwehrverbandes zusammen. Diese besetzen im Einzelfall den ELW 2, der auf der Feuerwache 10 stationiert ist.
Der ELW 2 wird bei allen Einsatzlagen der Erweiterung 2 alarmiert (FEU2, TH2 etc.) Aber auch bei niederschwelligen Grundschadenarten mit MANV-Komponenten (FEU1, R10), wird die IuK-Einheit mit dem ELW 2 alarmiert.
Der ELW 2 dient an der Einsatzstelle dem B-Dienst als Einsatzführungsunterstützung. Es wird vom ELW die Kommunikation zwischen Einsatzstelle und der Leitstelle sichergestellt sowie dokumentiert. Zudem wird eine Lagekarte zum Einsatz geführt und u. a. der Besprechungsraum für Lagebesprechungen hergerichtet.
Weiter besetzt die IuK-Einheit die Fernmeldebetriebsstelle auf der Feuerwache 10 und unterstützt im Falle den Einsatzführungsstab.

## Werkfeuerwehren
- Werkfeuerwehr des Universitätsklinikums Schleswig-Holstein – Campus Lübeck
- Flughafenfeuerwehr Lübeck – Blankensee